# Годишње доба
Годишње доба је период од око три месеца, који се сваке године понавља у равномерном ритму. Свако годишње доба карактеришу посебне климатске одлике, које зависе од положаја Земље наспрам Сунца, односно од положаја Сунца на небеској сфери.
На Земљи, годишња доба су резултат Земљине орбите око Сунца и аксијалног нагиба Земље у односу на раван еклиптике. У умереним и поларним регионима, годишња доба су обележена променама у интензитету сунчеве светлости која допире до површине Земље, чије варијације могу довести до тога да животиње прођу кроз хибернацију или мигрирају, а биљке да мирују. Различите културе дефинишу број и природу годишњих доба на основу регионалних варијација, и стога постоји низ модерних и историјских култура чији број годишњих доба варира.

## Календарска подела
У умереној клими каква влада у Србији, календарска је подела на четири годишња доба:
- пролеће (март, април, мај), односно 20.03. − 21.06.
- лето (јун, јул, август), односно 21.06. − 23.09.
- јесен (септембар, октобар, новембар), односно 23.09. − 21.12.
- зима (децембар, јануар, фебруар), односно 21.12. − 20.03.

На јужној хемисфери, годишња доба су супротна од годишњих доба на северној хемисфери.

## Остале климе
У тропским крајевима (тј. крајевима са тропском климом) постоје 2 годишња доба:
- кишно (кад је код нас пролеће) и
- сушно (остали делови године).

У Сахари и осталим пустињама је вечно лето, а на Антарктику и Арктику вечна зима.

## Календарска расподела четири годишња доба
Већина метода заснованих на календару користи модел са четири годишња доба за идентификацију најтоплијих и најхладнијих годишњих доба, која су раздвојена са два међугодишња доба. Рачунање засновано на календару дефинише годишња доба у релативним, а не у апсолутном смислу. Сходно томе, ако се цветна активност редовно посматра током најхладнијег квартала године у одређеном подручју, она се и даље сматра зимом упркос традиционалном повезивању цвећа са пролећем и летом. Највећи изузетак је у тропима где се, као што је већ речено, не примећује зимска сезона. Поред тога, сматра се да се годишња доба мењају на исте датуме свуда где се користи одређена календарска метода, без обзира на варијације климе од једне области до друге.

### Званично
Као што је напоменуто, различити датуми, па чак и тачна времена се користе у различитим земљама или регионима за обележавање промена календарских сезона. Локални или национални медији често проглашавају ове прославе „званичним“ у својим областима, чак и када су временске прилике или клима контрадикторни. Међутим, они су углавном само питање обичаја и углавном их владе северно или јужно од екватора нису прогласиле у цивилне сврхе.

### Метеоролошки
Метеоролошка годишња доба се рачунају по температури, при чему је лето најтоплији квартал у години, а зима најхладнији квартал у години. Године 1780, Палатинско метеоролошко друштво (које је престало да функционише 1795), једна рана међународна организација за метеорологију, дефинисала је годишња доба као групе од три цела месеца према Грегоријанском календару. Од тада, професионални метеоролози широм света користе ову дефиницију. Стога, за умерена подручја на северној хемисфери, пролеће почиње 1. марта, лето 1. јуна, јесен 1. септембра, а зима 1. децембра. За умерену зону јужне хемисфере, пролеће почиње 1. септембра, лето 1. децембра, јесен 1. марта, а зима 1. јуна. У Аустралазији метеоролошки термини за годишња доба примењују се на умерену зону која заузима цео Нови Зеланд, Нови Јужни Велс, Викторију, Тасманију, југоисточни угао Јужне Аустралије и југозапад Западне Аустралије и југоисточне области Квинсленда јужно од Бризбена.
| Северна хемисфера | Јужна хемисфера | Датум почетка | Датум краја                               |
| ----------------- | --------------- | ------------- | ----------------------------------------- |
| Зима              | Лето            | 1. децембар   | 28. фебруар (29. ако је преступна година) |
| Пролеће           | Јесен           | 1. март       | 31. мај                                   |
| Лето              | Зима            | 1. јун        | 31. август                                |
| Јесен             | Пролеће         | 1. септембар  | 30. новембар                              |

У Шведској и Финској, метеоролози и новинске куће користе концепт термалних сезона, које се дефинишу на основу средњих дневних температура. Почетак пролећа се дефинише као време када средња дневна температура трајно порасте изнад 0 °C. Почетак лета се дефинише као када температура трајно порасте изнад +10 °C, јесен као када температура трајно падне испод +10 °C, а зима када температура трајно падне испод 0 °C. У Финској, „трајно” се дефинише када средња дневна просечна температура остане изнад или испод дефинисане границе током седам узастопних дана. (У Шведској се број дана креће од 5 до 7 у зависности од сезоне.) Ово подразумева две ствари:
- годишња доба не почињу на одређене датуме и морају се одредити посматрањем и позната су тек накнадно,
- годишња доба почињу на различите датуме у различитим деловима земље.

| Површинска температура ваздуха                                                                             | Површинска температура ваздуха                     |
| --- | -------------------------------------------------- |
| |                                                    |
| Дијаграм је израчунат (апсциса: 21. у месецу). Прорачун заснован на подацима које су објавили Џоунс et al. | Приказана је слика 7 коју су објавили Џоунс et al. |

Индијски метеоролошки департман (IMD) означава четири климатолошка годишња доба:
- Зима, која се јавља од децембра до фебруара. Најхладнији месеци у години су децембар и јануар, када су просечне температуре око 10—15 °C (50—59 °F) на северозападу; температуре расту идући према екватору, достижући максимум од око 20—25 °C (68—77 °F) на југоистоку континенталне Индије.
- Летња или предмонсунска сезона, која траје од марта до маја. У западним и јужним регионима, најтоплији месец је април; за северне регионе Индије, мај је најтоплији месец. Просечне температуре су око 32—40 °C (90—104 °F) у већем делу унутрашњости.
- Монсунска или кишна сезона, која траје од јуна до септембра. Сезоном доминира влажни југозападни летњи монсун, који се полако шири земљом почевши од краја маја или почетком јуна. Монсунске кише почињу да се повлаче из северне Индије почетком октобра. Јужна Индија обично добија више падавина.
- Постмонсунска или јесења сезона, која траје од октобра до новембра. На северозападу Индије, октобар и новембар су обично без облака. Тамил Наду добија већину својих годишњих падавина у североисточној сезони монсуна.

### Астрономски
Астрономско време као основа за одређивање умерених годишњих доба потиче бар из јулијанског календара који су користили стари Римљани. И даље се користи широм света, иако неке земље попут Аустралије, Новог Зеланда, Пакистана и Русије радије користе метеоролошко рачунање. Прецизно време годишњих доба одређено је тачним временима када сунце достиже тропске крајеве Рака и Јарца за солстиције и временима преласка сунца преко екватора за равнодневице, или традиционалним датумом блиским тим временима.
Следећи дијаграм показује однос између линије солстиција и линије апсида Земљине елиптичне орбите. Орбитална елипса (са ексцентрицитетом преувеличаним ради ефекта) пролази кроз сваку од шест слика Земље, које су секвенцијално перихел (перијапса — најближа тачка Сунцу) било где од 2. јануара до 5. јануара, тачка мартовске равнодневице 19. 20. или 21. март, тачка јунског солстиција 20. или 21. јуна, афел (апоапсис—најудаљенија тачка од Сунца) било где од 3. јула до 6. јула, септембарска равнодневица 22. или 23. септембра и децембарски солстициј на 21. или 22. децембар.
Ова „астрономска” годишња доба нису једнаке дужине, због елиптичне природе Земљине орбите, како је открио Јоханес Кеплер. Од мартовске равнодневице тренутно је потребно 92,75 дана до јунског солстиција, затим 93,65 дана до септембарске равнодневице, 89,85 дана до децембарског солстиција и коначно 88,99 дана до мартовске равнодневице. Тако је време од мартовске до септембарске равнодневице 7,56 дана дуже него од септембарске до мартовске равнодневице.